# Kunst (album)
Kunst er det fjerde studiealbum fra den danske sanger og satiriker Niels Hausgaard. Det blev udgivet i 1979.
Næsten 3 år efter Niels Hausgaard tredje LP "Men det går nok" blev "Kunst" udgivet den 8. oktober 1979, ved en reception i bagbutikken til Brugsen i byen Hundelev, hvor Niels Hausgaard boede. 
I en avis anmeldelse under overskriften "Ny stil fra Hausgaard" fremgår følgende: "På "Kunst" tager han stilling til tingene - ikke blot i sangen om atomkraft (Hilsen fra os), men også i f.eks. "Hvem bestemmer", Dårlige nerver", "Kammeratskab".  
Som på de fleste af sine album har Niels Hausgaard også malet forside coveret på denne LP. 

## Spor
1. "Åge Og Ida" - 2:35
2. "Åge's Ur" - 1:29
3. "Kunst" - 2:32
4. "Hvem Bestemmer?" - 3:35
5. "Dårlige Nerver" - 2:24
6. "I Mørkningen" - 2:20
7. "Hørt På Kroen" - 3:18
8. "Borgmesterens Kirkegang" - 2:06
9. "Kammeratskab" - 2:56
10. "Jalousi" - 2:36
11. "Overlærer Madsen" - 1:46
12. "Oluf's Begravelse" - 2:23
13. "Der Er Han" - 2:48
14. "Hilsen Fra Os" - 3:38